# Tobias Ginsburg
Tobias Ginsburg (* 1986 in Hamburg) ist ein deutscher Schriftsteller, Theaterregisseur und Journalist. Bekannt wurde er durch seine Undercover-Recherchen unter Rechtsextremen und Fanatikern.

## Leben und Wirken
Tobias Ginsburg studierte Dramaturgie, Literaturwissenschaft und Philosophie an der Bayerischen Theaterakademie August Everding und der Ludwig-Maximilians-Universität München. Während seiner Studienzeit arbeitete Ginsburg als Dramaturg, moderierte die Theaterveranstaltung Café Lachs, gründete die Theatergruppe Fake to Pretend und begann eigene Theaterstücke zu inszenieren. Der jüdische Enkel von Holocaust-Überlebenden schrieb und inszenierte 2011 das Theaterstück Nestbeschmutzung über das Nachleben des Nationalsozialismus und das Erinnern und Vergessen in einer deutschen Familie. Anderthalb Jahre forschte er dafür zum Werk und in der Familie des Nazi-Schriftstellers Edwin Erich Dwinger. Im Rahmen dieser Arbeit begann Ginsburg auch undercover zu recherchieren und schlich sich mit falschem Namen bei der faschistischen Burschenschaft Danubia ein.
Auch für seine weiteren Theaterstücke recherchierte Ginsburg meist zu Fanatismus und politischen Themen. Er beschäftigte sich etwa mit der deutschen Giftgasproduktion und Waffenhandel (Weltenbrand, 2014), der Kultur des Sterbens (Endlich, 2012), der deutschen Kolonialgeschichte in Südamerika (Goldland, 2015) oder der ideologischen Ausbildung zum Töten und Militärdrill (Ein Kriegsspiel, 2018). Für Weltenbrand wurden Ginsburg und seine Koautorin Daphne Ebner auf dem Heidelberger Stückemarkt mit dem Jugendstückpreis 2015 ausgezeichnet, für den Deutschen Jugendtheaterpreis 2014 nominiert und zu den Mülheimer Theatertagen 2016 eingeladen.
2018 erschien Ginsburgs Buch Die Reise ins Reich. Unter Reichsbürgern. Für diese literarische Reportage schleuste sich Ginsburg undercover in die Szene rechtsextremer und esoterischer Verschwörungstheoretiker ein, schloss sich einer Sekte und anderen Gruppierungen an, traf aber auch auf AfD-Politiker und rechtsextreme Szenegrößen. Seine Rechercheergebnisse unterfütterte er mit historischen Einordnungen und politischer Analyse, zugleich führte das Buch „einen neuen, literarischen Ton in die investigative Reportage ein“: Ginsburg erzählt romanhaft, schreibt einfühlsam und mitunter mit Ironie und schwarzem Humor über die Menschen und Fanatiker, denen er begegnet. So hieß es etwa in der Süddeutschen Zeitung: „Ginsburg begegnet den Menschen eher mit Neugier denn mit Abneigung, lässt Raum für Sympathie mit den Unsympathischen. Eine große Leistung.“
Das Buch erreichte im Juni desselben Jahres Platz 5 der Sachbuch-Bestenliste. 2021 erschien das Buch in einer stark erweiterten Neuausgabe (Coronaleugner, die
Querdenkerbewegung und der sogenannte „Sturm auf den Reichstag“) unter dem Titel Die Reise ins Reich. Unter Rechtsextremisten, Reichsbürgern und anderen Verschwörungstheoretikern im Rowohlt Verlag.
2021 erschien Ginsburgs Buch Die letzten Männer des Westens. Antifeministen, rechte Männerbünde und die Krieger des Patriarchats, eine weitere literarische Undercoverreportage. Anderthalb Jahre lang recherchierte Ginsburg dafür unerkannt in der rechtsextremen Szene Deutschlands, Polens und in den USA, um die Verbindung von rechtsextremer Ideologie mit „Männlichkeitswahn“, Antifeminismus, Frauen- und Queerfeindlichkeit zu beleuchten und verstehen. Dafür schleuste er sich etwa in der Neuen Rechten ein, bei Nazi-Rappern, bürgerlichen Maskulisten, rechtsextremen Burschenschaften und klerikalfaschistischen Netzwerken.
In einer Rezension in der Zeit hieß es: „Wohl noch nie wurden Rechtsextreme so sehr hinters Licht geführt wie für diese Recherche.“ Und Günter Wallraff, der das Vorwort beisteuerte, lobte das Buch als „einen Höllengang in ein Finsterreich des Männlichkeitswahns“ (S. 13).
Das Buch erreichte Platz 2 der Sachbuch-Bestenliste, Platz 10 der Börsenblatt-Bestsellerliste und Platz 14 der Spiegel-Bestsellerliste.
2024 erarbeitete er mit dem Regisseur Rafael Sanchez eine Bühnenfassung seines Buchs am Schauspiel Köln.
Seit 2021 tritt Ginsburg mit Bühnenprogrammen zu seinen Büchern auf, die „mehr einer Stand-Up-Performance als einer Lesung“ gleichen. Das Arte Journal lobte die Auftritte als „Scharfsinnig, amüsant und gleichzeitig bleibt einem die Spucke weg“, und im RBB hieß es: „Rechercheergebnisse mit Bühnenperformance zu vermischen kann vielleicht kein Autor so gut wie Ginsburg.“
2016 war Ginsburg „Writer in Residence“ am Hanse-Wissenschaftskolleg. 2020 erhielt er das Grenzgänger-Stipendium der Robert Bosch Stiftung. Er veröffentlichte Kommentare und journalistische Texte unter anderem im Deutschlandfunk Kultur, in der taz und in Haaretz. Im Dezember 2024 schleuste er sich für Correctiv bei einem Treffen von AfD-Politikern und Schweizer Neonazis ein. Ginsburg war wiederholt Gast in Talkshows wie Markus Lanz oder DAS! und tritt als Experte bei verschiedenen Fernseh- und Radiosendungen auf.

## Inszenierungen (Auswahl)
- 2007: Vergewaltigt. Eine romantische Komödie
- 2008: Ubu
- 2011: Nestbeschmutzung
- 2012: Endlich
- 2014: Weltenbrand
- 2014: Radikal. Monument der Verwesung
- 2015: Goldland
- 2016: Du und ich und das Meer dazwischen
- 2018: Ein Kriegsspiel
- 2024: Die letzten Männer des Westens[30]

## Bücher
- Die Reise ins Reich. Unter Reichsbürgern. Das Neue Berlin, Berlin, 2018, 272 S., ISBN 978-3-360-01331-6.
- Die Reise ins Reich. Unter Rechtsextremisten, Reichsbürgern und anderen Verschwörungstheoretikern. Rowohlt, Hamburg, 2021, 320 S.,aktualisierte, überarbeitete und erweiterte Fassung,[31] ISBN 978-3-499-00456-8.
  - Ungekürzte Hörbuchfassung, gelesen vom Autor. Audio-To-Go, Headford 2021, ISBN 978-3-96519-348-2.
- Die letzten Männer des Westens: Antifeministen, rechte Männerbünde und die Krieger des Patriarchats. Rowohlt, Hamburg, 2021, 336 S., ISBN 978-3-499-00353-0.
  - Ungekürzte Hörbuchfassung, gelesen vom Autor. Audio-To-Go, Headford 2021, ISBN 978-3-96519-347-5.